# Liste der äquatorialguineischen Botschafter in Belgien
Die Botschaft befindet sich in Brüssel.
| Ernannt / Akkreditiert | Botschafter                   | Bemerkungen                                                           | Regierung von Äquatorialguinea | Regierung von Belgien | Posten verlassen |
| ---------------------- | ----------------------------- | --------------------------------------------------------------------- | ------------------------------ | --------------------- | ---------------- |
| 16. Dez. 1980          | Julian Esono Abaga Ada Nsogo  |                                                                       | Teodoro Obiang Nguema Mbasogo  | Wilfried Martens      |                  |
| 18. Sep. 1984          | Jesus Ela Abeme               | Sitz in Paris                                                         | Teodoro Obiang Nguema Mbasogo  | Wilfried Martens      |                  |
| 27. Mai 1988           | Faustino Nguema Esono Afang   | Sitz in Paris                                                         | Teodoro Obiang Nguema Mbasogo  | Wilfried Martens      |                  |
| 6. Nov. 1995           | Aurelio Mba Olo Andeme        | Sitz in Brüssel                                                       | Teodoro Obiang Nguema Mbasogo  | Jean-Luc Dehaene      |                  |
| 30. Juni 2003          | Victorino Nka Obiang Maye     | Sitz 6 rue Alfred de Vigny, 75008 Paris                               | Teodoro Obiang Nguema Mbasogo  | Guy Verhofstadt       |                  |
| 8. März 2012           | Carmelo Nvono-Ncá Menene Oluy | 1975: Geschäftsträger in Genf, 1981: Botschafter in Washington, D. C. | Teodoro Obiang Nguema Mbasogo  | Elio Di Rupo          |                  |